# Kaolie od Chua
Kralj Kaolie od Chua (楚考烈王) je bio vladar države Chu u drevnoj Kini. Rođen je kao Wan (完) ili Yuan (元), a Kaolie je njegovo postumno ime, koje je dobio nakon smrti.
Bio je sin i nasljednik kralja Qingxianga od Chua, koji je umro 263. prije nove ere.
Kaolie je umro 238. nakon 25 god. vladavine te ga je naslijedio sin, kralj You od Chua. Kaolie je također bio otac kralja Aija od Chua i kralja Fuchua te lorda Changpinga.